# Consulta regionale siciliana
La Consulta Regionale Siciliana fu un organo consultivo collegiale, istituito nel Regno d'Italia, rappresentativa dei partiti del CLN regionale e dei sindacati della Sicilia, che ebbe il compito di redigere lo Statuto regionale siciliano.

## Storia
Dopo l'istituzione dell'Alto Commissariato civile per la Sicilia con il regio decreto legge del 18 marzo 1944, n. 91 dal Regno del Sud, fu istituita la Consulta con il decreto legislativo luogotenenziale n° 416 del 28 dicembre 1944, che modificava anche i poteri dell'Alto commissario e pubblicato nella G.U. del 13 gennaio 1945, n. 6.
La prima seduta si svolse il 25 febbraio 1945. La Consulta fu divisa in sottocommissioni per esaminare le diverse parti della bozza di statuto.
Il progetto fu approvato dalla Consulta il 23 dicembre del 1945 e fu inviato dall'Alto commissario Salvatore Aldisio al Consiglio dei Ministri che il 4 aprile 1946 lo inviò alla Consulta Nazionale che espresse il parere favorevole il 7 maggio. Lo statuto speciale fu promulgato in 15 maggio 1946 con il Regio decreto legislativo n. 455.

## Composizione
Era presieduta dall'Alto Commissario per la Sicilia (in quel momento Salvatore Aldisio) ed era composta da ventiquattro membri (36 dal febbraio 1945), scelti fra i rappresentanti delle organizzazioni politiche, economiche, sindacali e culturali e tra esperti, nominati dal Presidente del Consiglio dei Ministri, su proposta dell'Alto Commissario (art.3).  Tra i componenti vi erano Giuseppe Alessi, Giovanni Guarino Amella, Girolamo Li Causi, Mario Mineo, Enrico La Loggia, Giovanni Baviera.

### Elenco dei componenti la Consulta
1. Avv. Nicola Adragna (poi Avv. Emanuele Giaracà)  - Partito Liberale Italiano
2. Avv. Domenico Albergo - Partito Socialista Italiano
3. Avv. Giuseppe Alessi - Esperto in materia sindacale
4. NH Fabrizio Alliata di Pietratagliata - Rappresentante agricoltori
5. Camillo Ausiello Orlando - Partito Democratico del Lavoro
6. On. Prof. Giovanni Baviera - Rettore Università di Palermo
7. Giovanni Buonasera - Rappresentante Coltivatori Diretti
8. Avv. Giovanni Cartia - Partito Socialista Italiano
9. Dr. Prof. Giuseppe Cascio Rocca - Rappresentante Combattenti
10. Ing. Gino Colaianni - Rappresentante Tecnici Industriali
11. Dott. Pasquale Cortese - Democrazia Cristiana
12. Prof. Eugenio Di Carlo - Presidente della Società di Storia Patria
13. Dott. Giovan Battista Fanales - Partito Comunista Italiano
14. On. Giuseppe Faranda - Rappresentante Agricoltori
15. Prof. Liborio Giuffrè - Presidente Rotary Club - Palermo
16. Avv. Roberto Giuffrida - Partito Democratico del Lavoro
17. On. Avv. Giovanni Guarino Amella - Esperto in diritto amministrativo
18. On. Prof. Enrico La Loggia - Esperto in materia zolfifera
19. Dott. Girolamo Li Causi - Partito Comunista Italiano
20. Dott. Giovanni Lo Monte - Partito Liberale Italiano
21. Prof. Dante Maiorana - Partito Liberale Italiano
22. Pietro Mancuso fu Vincenzo - Rappresentante Organizzazioni Sindacali
23. Notaio Francesco Manzo - Partito d'Azione
24. Geometra Francesco Marino - Tecnico della Cooperazione
25. Ing. Alfredo Mauceri - Rappresentante dei Combattenti
26. Avv. Virgilio Nasi - Partito Democratico del Lavoro
27. Comm. Dr. Carlo Orlando - Presidente Unione Camera Commercio
28. Comm. Carmelo Patanè - Rappresentante Categoria Industriali
29. Avv. Vincenzo Purpura - Partito d'Azione
30. On. Avv. Antonio Ramirez - Partito d'Azione
31. Avv. Giuseppe Romano Battaglia - Rappresentante Ordine Avvocati
32. Avv. Attilio Salvatore - Democrazia Cristiana
33. Matteo Scuderi - Armatore
34. Avv. Cesare Sessa - Partito Comunista Italiano
35. Avv. Francesco Taormina - Partito Socialista Italiano
36. Avv. Gaetano Vigo - Democrazia Cristiana

## Funzioni
La funzione principale della Consulta fu quella di elaborare una proposta dello statuto speciale regionale.
Tra le altre funzioni quella di "esaminare i problemi dell'Isola, formulare proposte per l'ordinamento regionale ed assistere l'Alto Commissario nell'esercizio delle sue funzioni, pronunciandosi sui provvedimenti che saranno sottoposti al suo esame" (art.4).
Inoltre esprimeva pareri preventivi all'Alto commissario sulle norme da questi emanate "per l'attuazione delle disposizioni concernenti l'agricoltura, le foreste, l'industria, il commercio, il lavoro, le comunicazioni, gli approvvigionamenti e sul riordino dell'Ente di colonizzazione del latifondo siciliano" (art.2).